# St. Laurentius (Heiligenwald)

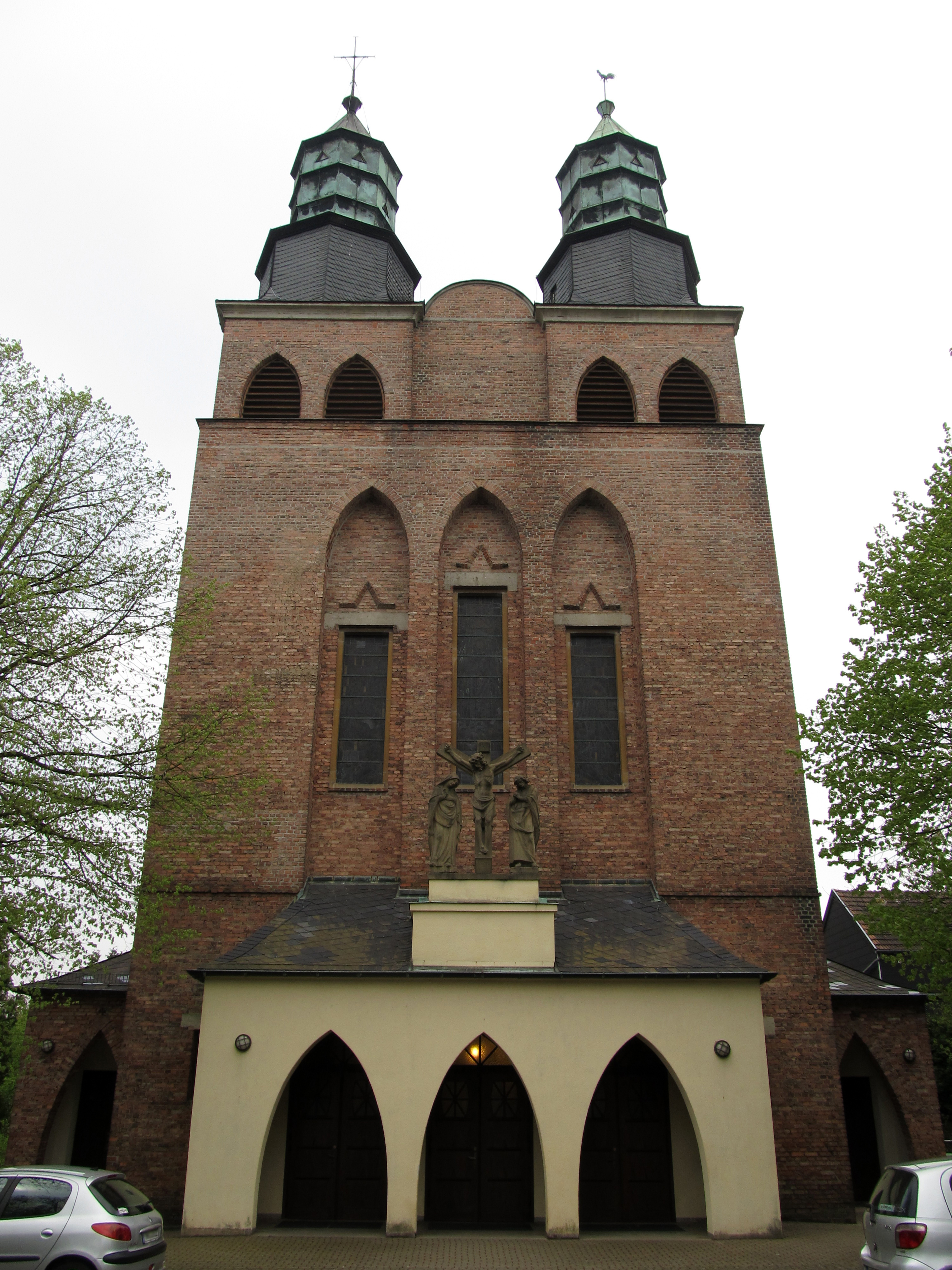
Die Pfarrkirche St. Laurentius in Heiligenwald

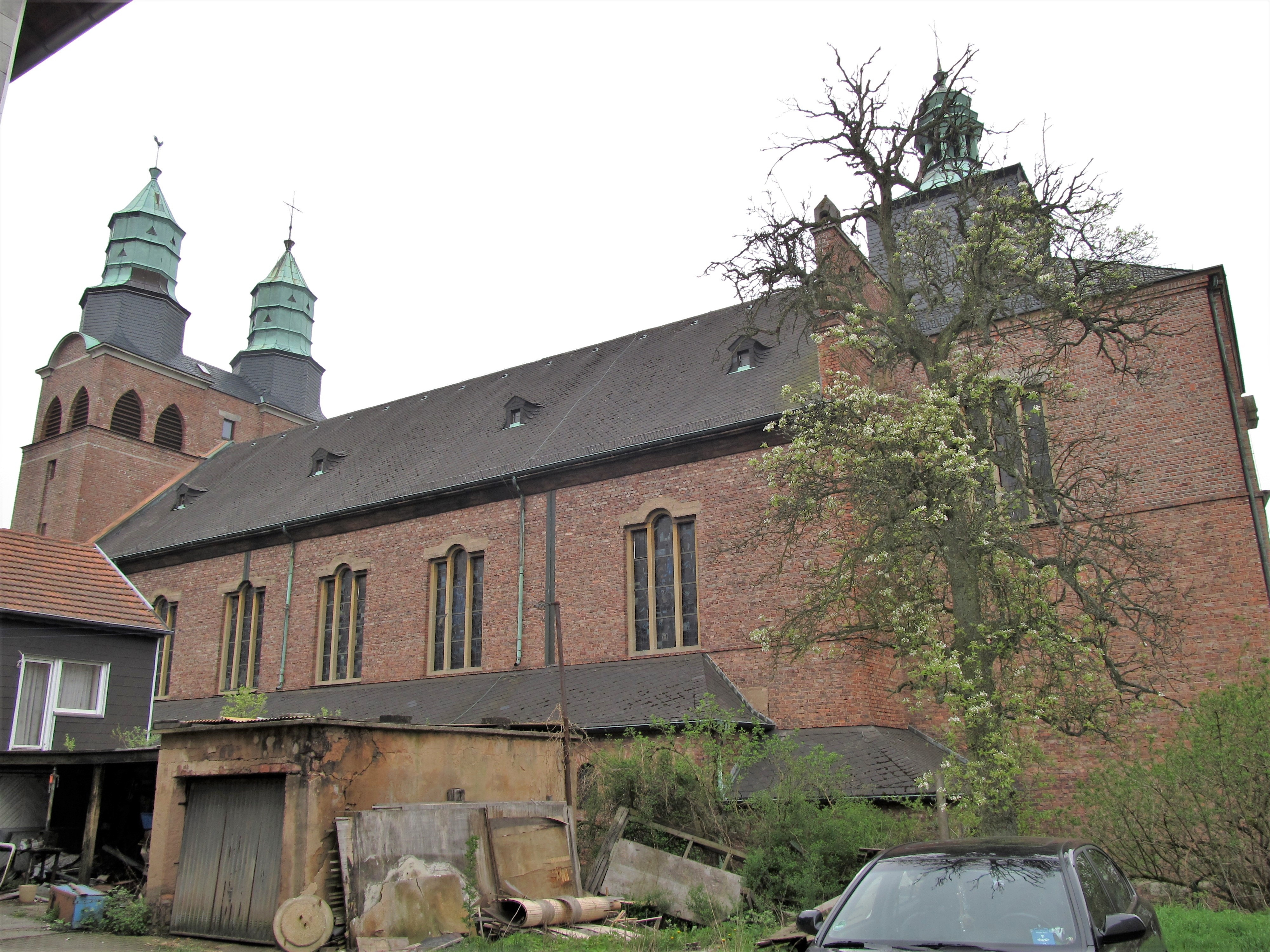
Weitere Ansicht der Kirche

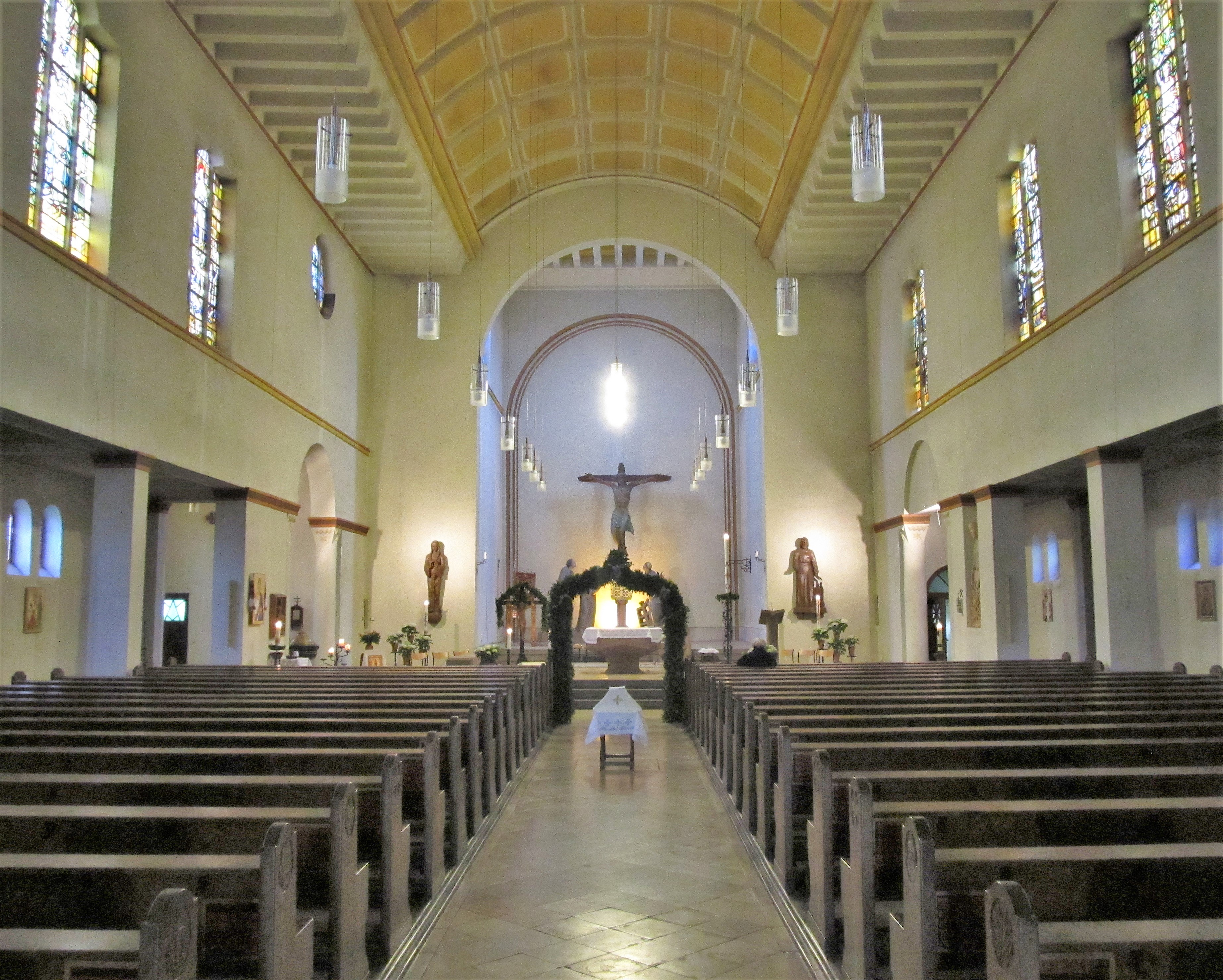
Blick ins Innere der Kirche

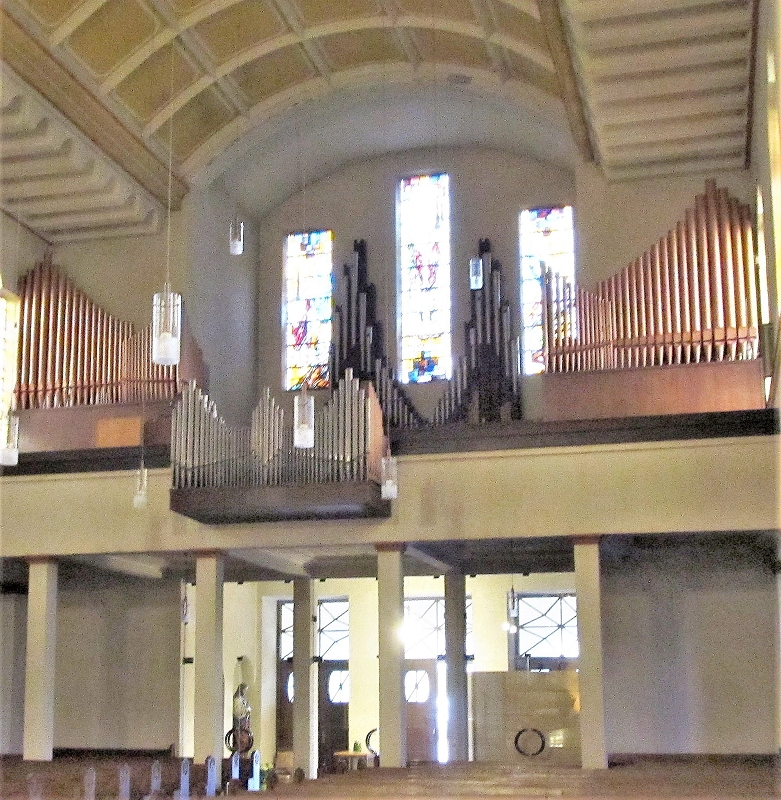
Blick zur Orgelempore

Die Kirche St. Laurentius ist eine römisch-katholische Pfarrkirche in Heiligenwald, einem Ortsteil der saarländischen Gemeinde Schiffweiler, Landkreis Neunkirchen. Kirchenpatron ist der heilige Laurentius von Rom. In der Denkmalliste des Saarlandes ist das Kirchengebäude als Einzeldenkmal aufgeführt.

## Geschichte
Bevor es zum Bau der Laurentiuskirche kam, benutzten die Katholiken in Heiligenwald seit 1868 den evangelischen Betsaal mit. In den Jahren 1886 bis 1887 erfolgte der Bau einer Notkirche nach Plänen des Architekten Johann Heinrich Kastenholz aus Hannover, ausgeführt durch Bauunternehmer Nikolaus Zimmer aus Heiligenwald.
Nach Erteilung der Baugenehmigung durch den französischen Bergfiskus mit der Auflage, die Fundamentierung bergsicher zu machen, kam es von 1927 bis 1928 zum Neubau der Kirche. Die Pläne hierfür stammten von dem Architekten Peter Marx (Trier). Für die Ausführung zeichnete Bauunternehmer Johann Witt (Schiffweiler) verantwortlich.
1955 kam es zu ersten Restaurierungs- und Umbaumaßnahmen. Letztere betrafen den Altarraum, in dem balkonartige Wandarkaden in der Apsis entfernt wurden. Von 1979 bis 1981 erfolgten im Altarraum weitere Restaurierungs- und Umbaumaßnahmen, die Architekt Rudolf Kirsch leitete.
Ende 2012 wurden Glockenstuhl und Glockenstube im Frontturm saniert.

## Kirchengebäude

### Baubeschreibung
Eine offene Vorhalle mit drei nach oben spitz zulaufenden Bögen bildet den Haupteingang der Kirche. Der Vorhalle ist in der Mitte eine Kreuzigungsgruppe aufgesetzt. Dahinter erhebt sich der ca. 17 Meter hohe westwerkartige Frontturm. Auf dem Turm befinden sich zwei achteckige Aufbauten mit dazwischenliegendem Dachsattel. An den Frontturm schließt sich das Haupthaus der Kirche an, das sich in ein Mittelschiff und zwei schmale Seitenschiffe gliedert. Das linke Seitenschiff ist zu einem kleinen Querschiff erweitert, in dem eine Taufkapelle mit Taufbecken untergebracht ist. An das Mittelschiff schließt sich der geradlinig abgeschlossene Chor an. Am Außenbau ist der Chor durch einen Dachreiter und einen Turm mit Helm gekennzeichnet.

### Ausstattung
Im Altarraum befindet sich eine 1955 geschaffene Kreuzigungsgruppe des Bildhauers Maximilian Wineberger (Morbach), die aus dem Kreuz mit Corpus und einer Gruppe aus dem Evangelisten Johannes, Maria, der Mutter Jesu, und dem heiligen Laurentius mit seinem charakteristischen Symbol, dem Marter-Rost besteht. Anfang der 1980er Jahre wurde durch die Firma Mettler (St. Wendel) die vorher auf halber Höhe des Chorraums angebrachte Gruppe auf den Boden gestellt. Von Bildhauer Wilhelm Hahn (Trier) stammt der Altar, aus einheimischem Sandstein, der Ambo, der Priestersitz, der Taufstein und die St. Barbara-Figur aus Lindenholz an der Stelle der früheren Kanzel. Für die Krypta entwarf Glaskünstlerin Monika Kirsch, bunte, kindgemäße Kirchenfenster.
Weitere Ausstattungsgegenstände der Kirche sind die Kreuzigungsgruppe in der Mitte über der Vorhalle, das früherer als Taufstein dienende Weihwasserbecken am Eingang des Kirchenschiffs sowie 11 dreiteilige Fenster im Hauptschiff mit den Maßen 300 × 180 cm und 12 rundbogige Doppelfenster mit den Maßen 90 × 50 cm.
Noch aus der Notkirche stammen die Pietà links vom Eingang, die Herz-Jesu-Statue rechts vom Eingang und der Tabernakel in der Apsis hinter dem Altar.

## Orgel
Vorgängerin der heutigen Orgel war ein 1923 erbautes Instrument der Orgelbauwerkstatt Klais (Bonn), das 1943 durch die Firma Sebald (Trier) in Heiligenwald aufgestellt wurde, und sich zuvor in der Kirche St. Maximin in Trier befand.
Die heutige Orgel wurde 1956, unter Verwendung der Klais-Orgel, von der Orgelbaufirma Hugo Mayer (Brebach) erbaut. 1980 erfolgte eine Erweiterung der Orgel um ein Register und 1991 eine neue Intonierung. Das Kegelladen-Instrument verfügt über 39 Register, verteilt auf 3 Manuale und Pedal. Die Spiel- und Registertraktur ist elektropneumatisch. Die Disposition lautet wie folgt:
| I Brüstungspositiv C–g3 |                |       |
| 1.                      | Koppelflöte    | 8′    |
| 2.                      | Quintatön      | 8′    |
| 3.                      | Prinzipal      | 4′    |
| 4.                      | Blockflöte     | 4′    |
| 5.                      | Kleinprinzipal | 2′    |
| 6.                      | Sifflöte       | 1 ⁄3′ |
| 7.                      | Scharff 3f     |       |
| 8.                      | Krummhorn      | 8′    |
|                         | Tremolo        |       |

| II Hauptwerk C–g3 |             |       |
| 9.                | Bourdun     | 16′   |
| 10.               | Prinzipal   | 8′    |
| 11.               | Gemshorn    | 8′    |
| 12.               | Holzflöte   | 8′    |
| 13.               | Oktav       | 4′    |
| 14.               | Rohrflöte   | 4′    |
| 15.               | Quinte      | 2 ⁄3′ |
| 16.               | Waldflöte   | 2′    |
| 17.               | Mixtur 4-6f |       |
| 18.               | Dulcian     | 16′   |
| 19.               | Trompete    | 8′    |
|                   | Tremolo     |       |

| III Schwellwerk C–g3 |                 |    |
| 20.                  | Prinzipal       | 8′ |
| 21.                  | Gedeckt         | 8′ |
| 22.                  | Salicional      | 8′ |
| 23.                  | Prinzipal       | 4′ |
| 24.                  | Flöte           | 4′ |
| 25.                  | Sesquialter 2f  |    |
| 26.                  | Prinzipal       | 2′ |
| 27.                  | Nachthorn       | 1′ |
| 28.                  | Cymbel 5f       |    |
| 29.                  | Trompette harm. | 8′ |
| 30.                  | Klarino         | 4′ |

| Pedal C–f1 |               |     |
| 31.        | Prinzipal     | 16′ |
| 32.        | Subbass       | 16′ |
| 33.        | Oktavbass     | 8′  |
| 34.        | Gedecktbass   | 8′  |
| 35.        | Choralbass    | 4′  |
| 36.        | Gedecktflöte  | 4′  |
| 37.        | Flöte         | 2′  |
| 38.        | Hintersatz 4f |     |
| 39.        | Posaune       | 16′ |

- Koppeln: I/II, III/II, I/P, II/P, III/P
- Spielhilfen: 2 freie Kombinationen, 2 freie Pedalkombinationen, Tutti, Einzelabsteller für Zungen und Bourdon 16'